# Speedrunning
Speedrunning je způsob hraní videohry nebo její části s účelem dokončit ji v co nejkratším možném čase.
Okolo speedrunningu se vytvořila početná online komunita, snažící se překonat svoje nejlepší osobní časy a světové rekordy.
Hráči speedrunningu, tzv. speedrunneři, nahrávají své speedruny na platformy pro sdílení videí, například na YouTube nebo Twitch. Z těchto platforem jsou pak videa nahrávána na online speedrunningové žebříčky.

## Metodologie

### Kategorie
Speedrunning se dělí na mnoho kategorií. Rozdělují se například podle cíle, počtu dílů, druhu hráče atd.

#### Cíl
- Any% - Dohrání videohry nebo její části v co nejkratším možném čase. Všechny triky a metody pro zkrácení postupu hrou jsou povoleny.
- Glitchless - Varianta any%, ve které hráč nesmí použít chyby v programování videohry.
- Low% - Dohrání videohry nebo její části za podmínky co nejmenšího postupu hrou (sebráním co nejméně předmětů, získání co nejméně bodů zkušeností atd.)
- 100% - Splnění všech dosažitelných cílů hry.

#### Počet dílů
Speedruny mohou být hrány v jednom kuse, pak se označují jako single-segment speedruny, nebo po jednotlivých kusech, takzvané segmented speedruny.

##### Single-segment
Single-segment speeruny jsou speedruny, které jsou od začátku do konce hrány v jednom kuse, na jeden pokus. Využívaní ukládání, přetáčení pomocí emulátorů, nebo fúze více speedrunů do jednoho, tzv. splicing, je zakázáno.
V dnešní době jsou single-segment speedruny zdaleka nejběžnější způsob speedrunningu.

##### Segmented
Segmented označuje kategorii, kde speedruneři spojují záznamy průběhů jednotlivých částí her, aby dosáhli co nejlepšího času.

#### Druh hráče
Speedrun může být odehraný lidským hráčem bez externí pomoci (RTA) a nebo hráčem s externí pomocí (TAS).

##### RTA
Tento typ speedrunu je odehrán člověkem v reálném čase, bez jakékoliv externí pomoci. Je velmi podobný single-segment speedrunům, jediný rozdíl je ten, že RTA zahrnuje pouze hru člověkem, zatímco single-segment speedrun může být vykonán také robotem nebo může být předem naprogramovaný v emulátoru.

##### TAS
„Tool-Assisted Speedrun“ je typ speedrunu, ve kterém může hráč používat různé druhy externí pomoci, jako je například programování vstupů v emulátoru, zpomalování hry, přetáčení hry atp.
Tento typ speedrunu je většinou využíván k představení potenciálu jednotlivých her. Někteří speedrunneři se pokoušejí podvádět vydáváním TAS speedrunů za RTA speedruny.